# Gherardo Starnina
Gherardo Starnina (* um 1360 in Florenz; † 1413 ebenda) war ein italienischer Maler der Spätgotik.

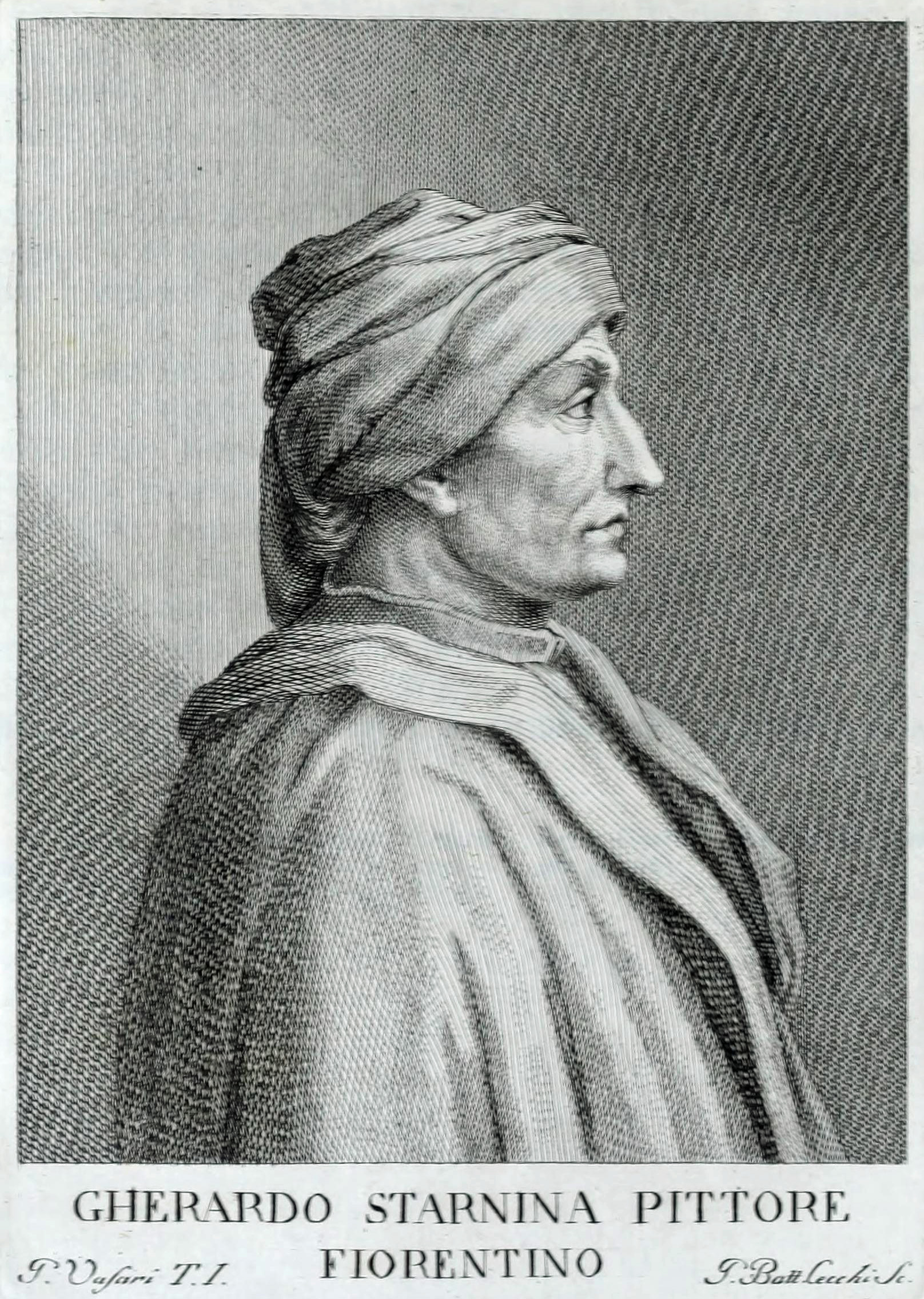
Gherardo Starnina

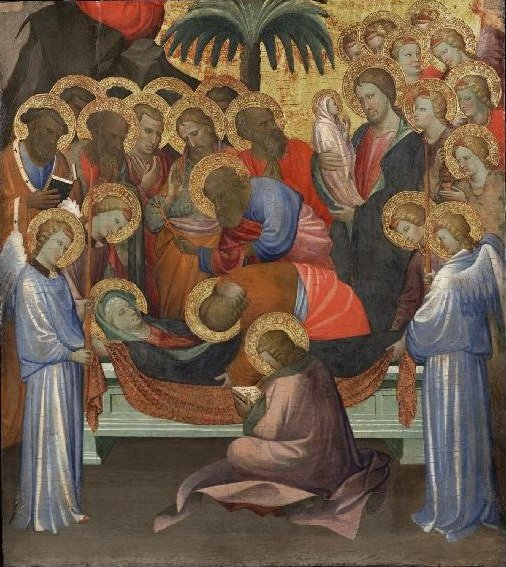
Tod Marias, 1404–1408, Philadelphia Museum of Art

Er ist von 1387 bis 1413 dokumentiert.
Nach Vasari wurde er 1354 geboren, war in Florenz ein Schüler von Antonio Veneziano, führte Fresken unter anderem in der Castellani-Kapelle in Santa Croce in Florenz aus und ging dann nach Spanien, wo er für Johann I. von Kastilien arbeitete. Nach Vasari hatte er in seiner Jugend sehr raue und grobe Umgangsformen, ganz im Gegensatz zu seinen Manieren bei seiner Rückkehr nach Florenz aus Spanien – für Vasari ein Beispiel für die charakterbildende Wirkung von Auslandsaufenthalten. Auch dokumentarisch ist er in Toledo und Valencia nachgewiesen, wo er Altarbilder und Fresken malte. Fresken in der San-Blas-Kapelle der Kathedrale von Toledo werden ihm zugeschrieben. In Spanien wurde er von dem dort verbreiteten internationalen spätgotischen Stil beeinflusst.
Auch nur in Fragmenten erhaltene Fresken in der Hieronymus-Kapelle von Santa Maria del Carmine (Florenz) werden ihm zugeschrieben.